# Трагедия общих ресурсов
Трагедия общих ресурсов (англ. tragedy of the commons), или трагедия общин, — род явлений, связанных с противоречием между интересами индивидов относительно блага общего пользования. В основном под этим подразумевается проблема истощения такого блага. В общем случае «трагедия» состоит в том, что свободный доступ к экономическому ресурсу (например, пастбищу) уничтожает или истощает ресурс из-за чрезмерного его использования. Это происходит потому, что все пользующиеся им получают выгоды непосредственно, но издержки содержания ресурса по каким-либо причинам вменить какому-то члену общины невозможно, и/или они в той или иной степени возлагаются на всех членов общины.

## Термин
Термин «tragedy of the commons» появился из притчи Уильяма Форстера Ллойда в его книге 1833 года о населении. Затем термин популяризировал Гарретт Хардин в 1968 году в статье для журнала Science, так и названной — Tragedy of the Commons.
Русскоязычная терминология не устоялась. Встречаются переводы «трагедия общинных ресурсов», «трагедия общинного поля», «трагедия общинных владений», «трагедия ресурсов общего пользования», «трагедия общественного», а также «трагедия общин» и другие.

## Примеры

### Пастбище
Допустим, существует некая сельская община, у которой есть только одно доступное пастбище. На нём все члены общины могут пасти скот сколько угодно. Выпас скота уменьшает количество травы, растущей на нём и, соответственно, выгоды от скотоводства.
Каждый член общины может увеличить число своего скота, увеличив свой собственный доход, при этом плодородие пастбища сократится незначительно. Однако если все члены общины сделают то же самое, пастбище станет уже намного хуже. Если же член общины уменьшит свой выпас, плодородие поля увеличится, но его личный выигрыш от этого будет намного меньше, чем потерянный доход.
Получается, что каждому члену общины выгодно только увеличивать использование пастбища и ни на шаг не отступать.

### Прокси-сервер
Похожая ситуация наблюдается с доступом в интернет через плохо настроенный прокси-сервер. Когда пропускная способность канала делится поровну между соединениями, пользователь может увеличить отведённую ему полосу пропускания, увеличивая количество соединений (например, пользуясь большим количеством одновременно открытых окон браузера или менеджером закачек). Если это делают одновременно большое количество пользователей, пропускная способность каждого отдельного соединения уменьшается настолько, что веб-сёрфинг становится затруднительным.
Для решения этой проблемы в прокси-серверах есть интеллектуальные средства разделения полосы пропускания между пользователями.
В обоих случаях нужен кто-то (старейшина общины или администратор прокси-сервера соответственно), кто регламентирует использование общего ресурса и не даёт никому излишне его эксплуатировать. Обычно же регламентацию использования экономического ресурса осуществляет его собственник.

### Экологический ресурс
Ситуация с пастбищем является исходной моделью для размышления экологов о ситуациях, в которых задействованы ресурсы общего пользования. Это, например, рыболовные угодья и Мировой океан в целом: бесконтрольный вылов рыбы и загрязнение воды рано или поздно приводит к снижению биопродуктивности рек и морей. Общим ресурсом является и атмосфера: личная выгода загрязнителя составит бо́льшую сумму, чем ущерб от загрязнения атмосферы, который распределяется по всем жителям планеты. К ресурсам общего пользования можно также отнести общественные леса, поля, национальные парки, воду, используемую для ирригации: в результате эксплуатации этих ресурсов засоряются земли, вырубаются деревья, пересыхают реки и т. д.

## Попытки решения
Гаррет Хардин считает, что самый важный аспект необходимости, которую нам сегодня следует осознать, — это необходимость отказаться от принципа ресурсов общего пользования в воспроизводстве.
Возможная альтернатива трагедии общих ресурсов была описана в книге Элинор Остром «Управляя общим». В книге на богатом фактическом материале продемонстрировано, что существуют практические алгоритмы коллективного использования ограниченного ресурса общего пользования, которые допускают эгоистическое поведение заинтересованных лиц в рамках принятых алгоритмов квотирования и контроля, при этом результатом взаимодействия является не истощение, а рациональное расходование и возобновление ресурса.
За многолетнюю работу по изучению и описанию алгоритмов рационального общественного управления общими ресурсами Элинор Остром в 2009 году была удостоена премии Шведского национального банка по экономическим наукам памяти Альфреда Нобеля.
Берил Кроу в статье «Ещё раз о трагедии ресурсов общего пользования» пишет, что несмотря на почти неумолимый ход вещей, наука может внести определённый вклад в смягчение отмеченных Хардином проблем с ресурсами общего пользования. По его мнению, наука может уделять больше внимания выработке технических шагов, способных одновременно смягчить сами проблемы и вознаградить тех, кто отказывается от осквернения ресурсов общего пользования. Представляется, что этот подход с большей вероятностью даст успешные результаты, чем «фундаментальное расширение пределов нравственности» административно-правовыми методами; личная заинтересованность кажется более надёжным и последовательным стимулом для групп, добивающихся для себя выгод, чем административные «шлепки по рукам» или давление общественности.